# Armalausi

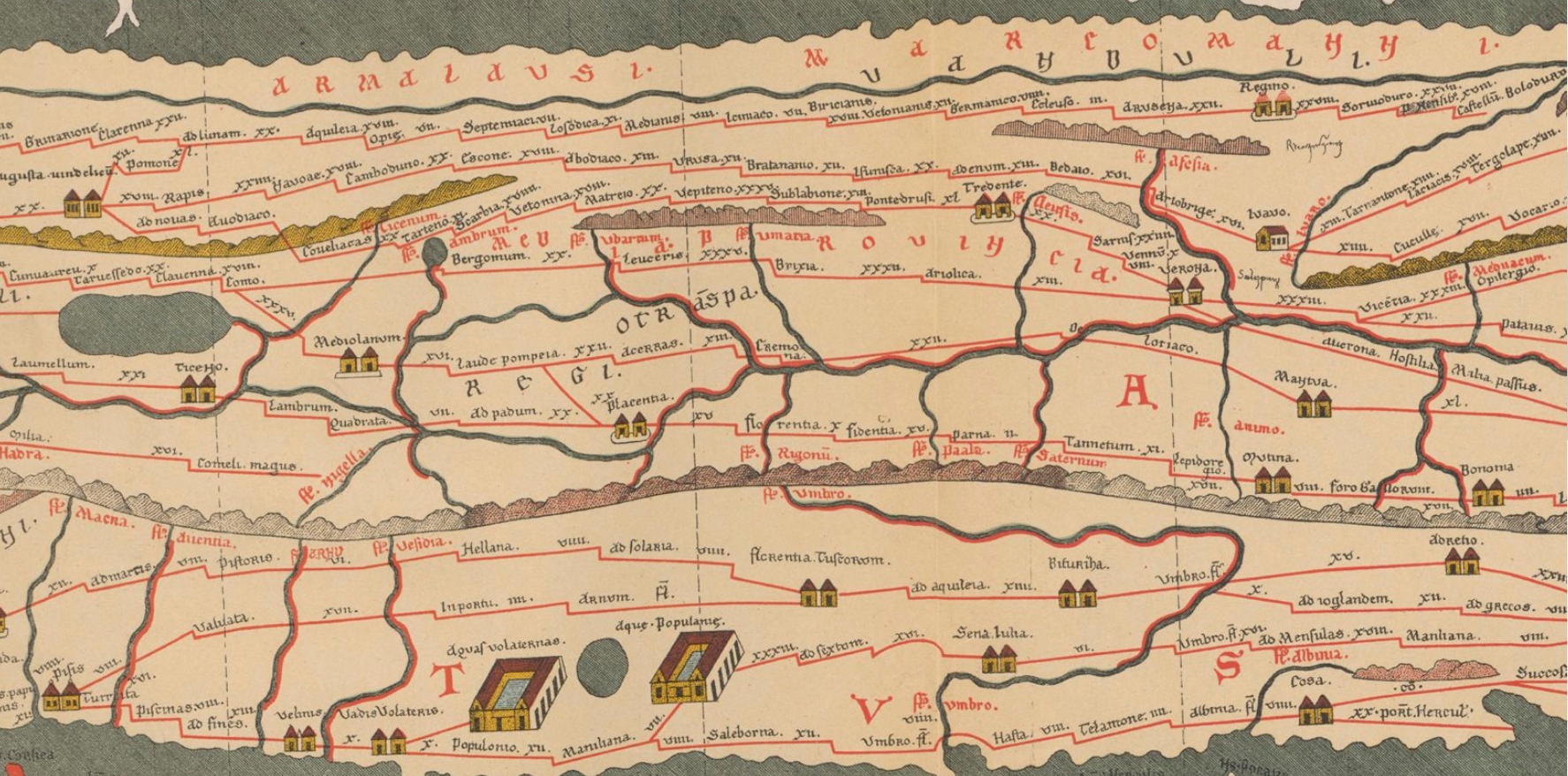
Der Stamm der Armalausi steht in der Tabula Peutingeriana zwischen den Alamanni und den Marcomanni

Die Armalausi waren ein germanischer Volksstamm, welcher auf der Tabula Peutingeriana im 3. bzw. 4. Jahrhundert zwischen den beiden Stämmen der Alamannen und den Markomannen erscheint. Die Armalausi waren vermutlich ein Teilstamm der Hermunduren.
Der Historiker und Kartograph Philippus Brietius lokalisierte sie im Jahr 1650 auf seiner Karte Imperium Romanum vermutlich nahe der Oberpfalz. Wahrscheinlich sind die Armalausi im 4. Jahrhundert dann im Stamm der Alamannen aufgegangen. Der Name 
bedeutet „ärmellos“.
Die historische Forschung nimmt aufgrund der geographischen Lage und des germanischen Wortstammes an, dass die Armalausi germanischer Abstammung waren. Anders sieht es Anton Birlingers in seinem Werk "Sitten und Gebräuche" von 1862, er bezeichnet den Stamm als keltisch.